# 아트 (벨기에)

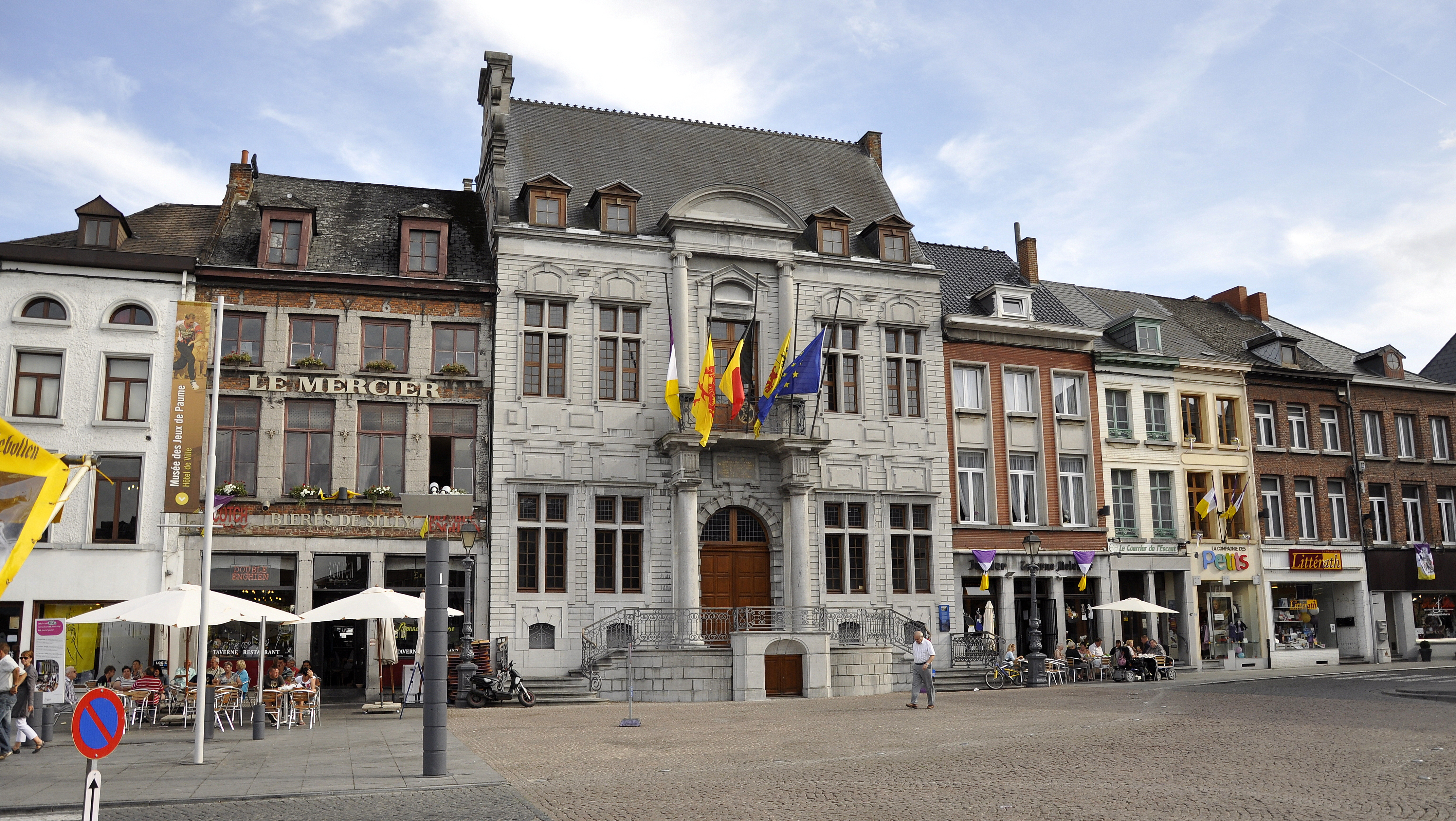
아트 시청

아트(프랑스어: Ath, 네덜란드어: Aat 아트[*])는 벨기에 왈롱 지역 에노주에 위치한 도시로 면적은 126.95km2, 인구는 28,951명(2016년 1월 1일 기준), 인구 밀도는 230명/km2이다.

시기
시 문장